# Айвангер, Хуберт
Хуберт Айвангер (нем. Hubert Aiwanger; род. 26 января 1971, Эргольдсбах) — немецкий политик, председатель партии «Свободные избиратели» с 20 февраля 2010 года, заместитель премьер-министра Баварии и министр экономики, средств массовой информации, энергетики и технологий земли Бавария с ноября 2018 года. Является депутатом баварского ландтага с 2008 года.

## Биография
В 2008, 2013 и 2018 годах избирался в Баварский ландтаг от Нижней Баварии.
20 февраля 2010 года Хуберт Айвангер стал национальным председателем партии «Свободные избиратели», одновременно он является председателем федеральной ассоциации, баварской региональной ассоциации, избирательной группы «Свободные избиратели Баварии» и лидером парламентской группы «Свободных избирателей» в ландтаге Баварии.
На баварских выборах 2018 года «Свободные избиратели» смогли стать третьей партией земли, набрав 11,6 % голосов. В результате партия впервые сформировала коалиционное правительство с ХСС. Федеральный председатель «Свободных избирателей» Айвангер стал заместителем премьер-министра и министром экономики, средств массовой информации, энергетики и технологий земли Бавария.
В марте 2021 года Айвангер объявил, что хочет баллотироваться на выборах в бундестаг 2021 года в качестве главного кандидата от «Свободных избирателей» Баварии, чтобы, таким образом, получить место в бундестаге Германии.
В середине 2021 года Айвангер заявил, что до сих пор не был вакцинирован против COVID-19. Против критики он защищал свою позицию правом на свободное решение. Айвангер предостерёг об «обсуждении апартеида при вакцинации», за что его упрекнул премьер-министр Маркус Зёдер.
Айвангер разговаривает на баварском диалекте.